# Temelucha cymosa
Temelucha cymosa är en stekelart som beskrevs av Dasch 1979. Temelucha cymosa ingår i släktet Temelucha och familjen brokparasitsteklar. Inga underarter finns listade i Catalogue of Life.